# Terra X: Die Macht der Elemente

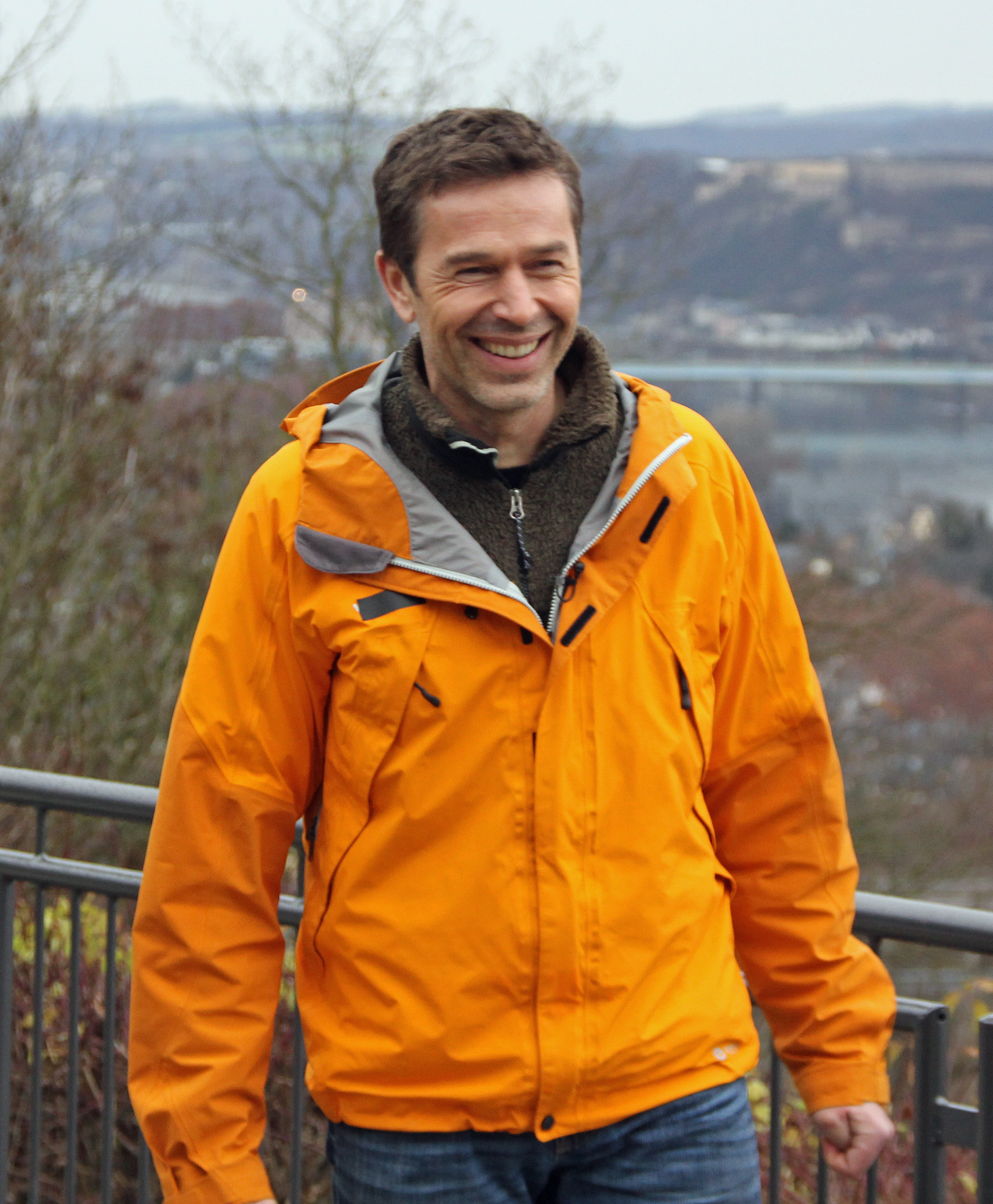
Dirk Steffens bei Dreharbeiten für Terra Xpress

Terra X: Die Macht der Elemente ist eine vierteilige Terra-X-Dokumentationsreihe mit Kooperation mit der BBC über den Einfluss der vier Elemente auf die Geschichte und Gegenwart des Menschen. Moderiert wird die Sendung von Dirk Steffens. In Großbritannien läuft die Sendung unter dem Namen How earth made us und wird dort von Iain Stewart moderiert.
Bei den Dreharbeiten auf einem Vulkankrater der griechischen Insel Santorin verletzte sich Steffens durch einen Steinschlag so sehr, dass er in die Klinik eingeliefert wurde.

## Episoden
| Folge            | Episodentitel | Erstausstrahlung   |
| ---------------- | ------------- | ------------------ |
| Deutsche Folgen  |               |                    |
| 1                | Feuer         | 25. September 2011 |
| 2                | Wasser        | 2. Dezember 2011   |
| 3                | Erde          | 9. Dezember 2011   |
| 4                | Luft          | 16. Dezember 2011  |
| Englische Folgen |               |                    |
| 1                | Deep Earth    | 19. Januar 2010    |
| 2                | Water         | 26. Januar 2010    |
| 3                | Wind          | 2. Februar 2010    |
| 4                | Fire          | 9. Februar 2010    |
| 5                | Human Planet  | 23. Februar 2010   |

## Verfügbarkeit
Die Dokumentationen sind je nach Wiederholung in der ZDF-mediathek verfügbar. Außerdem ist die Reihe auch als DVD und BluRay erhältlich.